# Maghreba amezyan
Espèce
Maghreba amezyan est une espèce d'araignées aranéomorphes de la famille des Pholcidae.

## Distribution
Cette espèce est endémique du Maroc. Elle se rencontre dans l'Anti-Atlas dans les régions de Guelmim-Oued Noun et de Souss-Massa.

## Description
Le mâle holotype mesure 4,1 mm.

## Étymologie
Son nom d'espèce lui a été donné en référence au lieu de sa découverte, l'Atlas Amezyan.

## Publication originale
- Huber, 2022 : « Revisions of Holocnemus and Crossopriza: the spotted-leg clade of Smeringopinae (Araneae, Pholcidae). » European Journal of Taxonomy, vol. 795, p. 1-241 (texte intégral).